# Marie-Christine Tabet
Pour les articles homonymes, voir Tabet.
Marie-Christine Tabet est une journaliste française. Depuis juin 2019, elle est directrice adjointe des rédactions du Parisien-Aujourd’hui en France, journal qu elle a rejoint en février 2018 en tant que rédactrice en chef du Parisien, notamment chargée de son édition  dominicale. Elle a commencé sa carrière dans les éditions locales de La Voix du Nord et de Nord Eclair. Ensuite, elle a intégré les rédactions du magazine économique Capital (1992-1996) du Parisien (1996-2001) du Figaro (2001-2008) et, à partir de 2008, celle du Journal du Dimanche comme grand reporter avant de retourner au Parisien

## Biographie
En 2009, elle est lauréate du prix Gondecourt, un prix littéraire français, décerné à un livre faisant œuvre d’enquête journalistique. Ce prix est remis par un jury composé notamment de journalistes et d’avocats.

## Ouvrages
- Christophe Dubois et Marie-Christine Tabet, Sexus diabolicus, Albin Michel, 2023.
- Christophe Dubois et Marie-Christine Tabet, Vie et mort de la SNCF : descente aux enfers, Editions Fayard, 2019.
- Christophe Dubois et Marie-Christine Tabet, Paris-Alger, une histoire passionnelle, Editions Stock, 2015
- Marie Christine Tabet et Caroline Brun, L'état voyou, Paris, Albin Michel, 2014.
- Christophe Dubois et Marie-Christine Tabet, L'argent et les politiques : Les enfants gâtés de la République, Paris, Albin Michel, 2009, 345 p. (ISBN 978-2-226-19296-7)[2]
- Laurence de Charette et Marie-Christine Tabet, EDF : un scandale français, Paris, Robert Laffont, 2004, 221 p. (ISBN 978-2-221-10219-0)

## Référence
1. ↑  La Voix du Nord : Le Prix Gondecourt 2009 décerné à « L'Argent et les politiques »
2. ↑  Albin Michel : L'argent et les politiques